# Gymnura bimaculata
Gymnura bimaculata  (лат.) — вид рода скатов-бабочек семейства гимнуровых отряда хвостоколообразных. Эти скаты обитают в субтропических водах северо-западной части Тихого океана у побережья Китая. Ведут донный образ жизни, встречаются на глубине до 50 м. Грудные плавники скатов-бабочек образуют диск, ширина которого намного превосходит длину. Окраска дорсальной поверхности диска тёмно-коричневого цвета, в передней части диска позади брызгалец имеются два светлых пятна. Размножение происходит путём яйцеживорождения. Эмбрионы развиваются в утробе матери, питаясь желтком и гистотрофом..

## Таксономия
Впервые новый вид был описан в 1925 году как Pteroplatea bimaculata. Известен всего по одной особи, назначенной Голотипом длиной 25,7 см. Некоторые авторы рассматривают Gymnura bimaculata как младший синоним японского ската-бабочки. Видовой эпитет происходит от слов лат. bi — «два» и лат. maculata — «пятно».

## Описание
Грудные плавники сливаются скатов-бабочек, образуя ромбовидный диск. Они вытянуты в виде широких «крыльев», намного превосходящих длину диска. Рыло короткое и широкое с притуплённым кончиком. Позади глаз имеются брызгальца. На вентральной стороне диска расположены довольно крупный изогнутый рот, ноздри и 5 пар жаберных щелей. Между ноздрями пролегает кожаный лоскут. Зубы мелкие, узкие и заострённые. Брюшные плавники маленькие и закруглённые.
Хвост нитевидный. Хвостовой, анальный и спинные плавники отсутствуют. На конце хвостового стебля имеются дорсальный и вентральный гребни, а у основания иногда бывают 1 или 2 шипа. Окраска дорсальной поверхности диска коричневого-цвета. Позади брызгалец имеются 2 белых пятна. Длина диска единственно известной до настоящего момента особи от рыла до клоаки 17 см, расстояние от клоаки до кончика хвоста 8,7 см, ширина диска 36,5 см.

## Биология
Подобно прочим хвостоколообразным скаты-бабочки размножаются яйцеживорождением. Эмбрионы развиваются в утробе матери, питаясь желтком и гистотрофом.

## Взаимодействие с человеком
Международный союз охраны природы ещё не оценил статус сохранности данного вида.